# Phi công

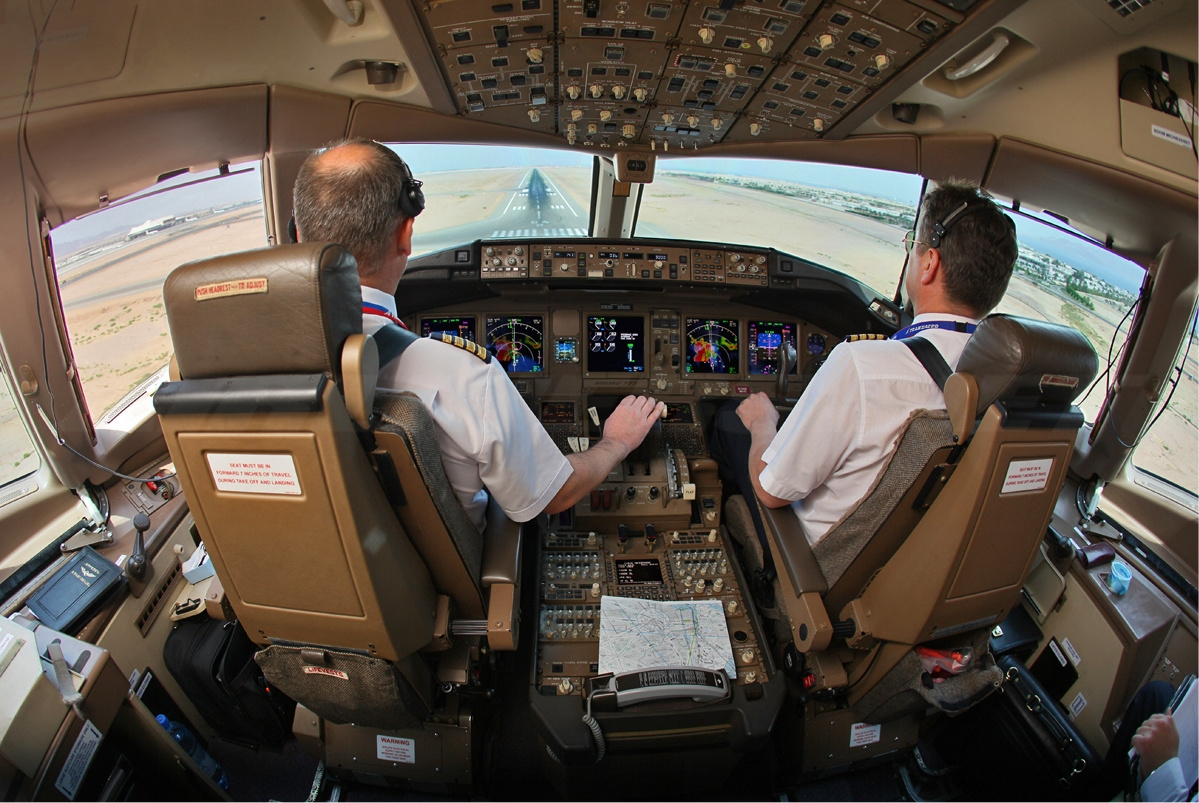
Hai phi công lái chiếc Boeing 777 đang hạ cánh

Phi công là người lái, điều khiển máy bay hoặc thiết bị bay bằng lực đẩy động cơ. Từ này áp dụng cho người lái và chỉ huy tổ bay trên máy bay nhiều người điều khiển. Là một nghề nghiệp phức tạp và yêu cầu cao, phi công phải được đào tạo và vượt qua các kỳ thi, kiểm tra về thể lực, kiến thức và kỹ năng điều khiển máy bay. "Phi công" còn được dùng để chỉ nhà du hành vũ trụ điều khiển phi thuyền không gian.
Cho đến năm 2000, Cơ quan hàng không dân dụng Anh đã cấp chứng chỉ (còn hiệu lực) cho 31.885 phi công nghiệp dư và 16.449 phi công các hãng hàng không và phi công thương mại. Trong số phi công nghiệp dư, 6% là nữ (khoảng 1.800 người), trong số phi công chuyên nghiệp, chỉ có 2% là nữ.
Ở Hoa Kỳ, Cơ quan quản lý hàng không Liên bang ước tính đến hết năm 2005, có 609.737 phi công có chứng chỉ còn hiệu lực, trong đó 6% là nữ (36.584 người). Bang Alaska có tỷ lệ phi công cao nhất: có 8.550 phi công trong tổng số hơn 663 ngàn cư dân, cứ 78 người thì 1 người là phi công dân sự

## Những phi công thực thụ đầu tiên

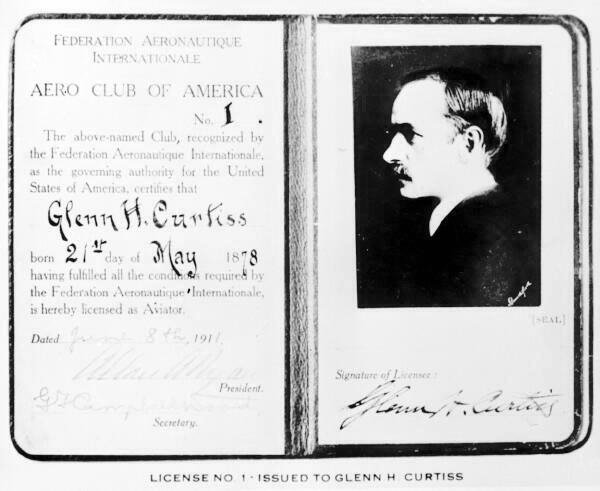
Chứng chỉ phi công của Glenn Curtis

Louis Blériot thực hiện chuyến bay ngắn trên chiếc máy bay đơn thân Mẫu V của anh ngày 5 tháng 4 năm 1907, anh được cấp chứng chỉ phi công đầu tiên bởi Câu lạc bộ hàng không Pháp năm 1908. Những phi công đầu tiên khác tiếp theo là Glenn Curtiss, Leon Delagrange và Robert Esnault-Pelterie.

## Hàng không dân dụng
Phi công dân sự/dân dụng là người lái máy bay để giải trí, làm từ thiện, làm kinh doanh, làm công cho các hãng vận tải và các hãng hàng không. Ở một số quốc gia như Israel, Pakistan, Thái Lan và một số nước Châu Phi, phi công của các hãng hàng không chủ chốt thường xuất thân từ phi công quân sự. Điều này ít xảy ra ở các nước Tây Âu, Châu Mĩ và Châu Úc. Mặc dù các hãng vẫn tuyển dụng cựu phi công quân sự, các phi công dân dụng ngày nay thường là gắn bó suốt đời với nghề nghiệp hàng không dân sự. Thực tế này có được là nhờ sự phát triển các trường phi công trên toàn cầu và công tác huấn luyện, đào tạo phi công dân sự và quân sự ngày càng khác biệt và đòi hỏi khác nhau.

## Phi công quân sự
Phi công quân sự là phi công phục vụ trong lực lượng quốc phòng, họ là người trực tiếp điều khiển hoặc tham gia điều khiển máy bay quân sự trên không. Chủng loại, tính năng của phương tiện bay có phi công tiêm kích, phi công tiêm kích bom, phi công ném bom (cường kích), phi công trinh sát tuần thám, phi công vận tải, phi công trực thăng, phi công thử nghiệm
Phi công quân sự gồm: phi công (lái chính, lái phụ), phi công kiêm dẫn đường và phi công giảng viên bay.
Thành viên tổ bay quân sự gồm: dẫn đường trên không, cơ giới trên không và trinh sát tuần thám trên không .
1. ↑  Thông tư 120/2020/NĐ-CP quy định phân cấp kỹ thuật phi công, thành viên tổ bay trong quân đội nhân dân Việt Nam